# إريك راش
إريك راش (بالإنجليزية: Eric Rush) هو محامي نيوزيلندي، ولد في 11 فبراير 1965 في Kaeo ‏ في نيوزيلندا.

## وصلات خارجية
- إريك راش على موقع سلسلة سباعيات الرغبي العالمية - رجال (الإنجليزية)
- إريك راش عل موقع إسبنسكروم (الإنجليزية)
- إريك راش على موقع ItsRugby.co.uk (الإنجليزية)
- إريك راش على موقع اللجنة الأولمبية النيوزيلندية (الإنجليزية)
- إريك راش على موقع اتحاد ألعاب الكومنولث (مؤرشف) (الإنجليزية)